# 浦井民
浦井 民（うらい たみ、11月21日 - ）は、日本の漫画家・イラストレーター。熊本県出身・在住。
2006年、『COMIC LO』11月号にて「LET'S GET LOST」でデビュー。

## 人物
- 1980年代生まれ[3]。
- 漫画家の佐伯と同年生まれだが学年は1つ下[4]。
- 2016年4月の熊本地震に被災し、その様子をCOMIC LO 2017年1月号にレポート漫画「四月十六日」を掲載した[5]。

## 作品リスト

### 書籍
1. 『Hole♥Sweet hole』 2009年11月16日発売[6]、茜新社〈TENMACOMICS LO #75〉、ISBN 978-4-86349-109-0
  - 「春爛漫」 （COMIC LO 2009年1月号）
  - 「誰を怨めばいいのでございましょうか」 （茜新社『COMIC ちょいS!』 Vol.1）
  - 「つるのおんがえし」 （COMIC LO 2007年12月号）
  - 「LET'S GET LOST」 （COMIC LO 2006年11月号）
  - 「続 LET'S GET LOST」 （COMIC LO 2007年10月号）
  - 「続・続 LET'S GET LOST」 （COMIC LO 2008年5月号）
  - 「続続続 LET'S GET LOST」 （COMIC LO 2008年7月号）
  - 「続続続続 LET'S GET LOST」 （COMIC LO 2008年9月号）
  - 「続×5 LET'S GET LOST」 （COMIC LO 2009年2月号）
  - 「続×6 LET'S GET LOST」 （COMIC LO 2009年4月号）
  - 「終 LET'S GET LOST」 （COMIC LO 2009年9月号）
2. 『しょおにょ』 2014年2月25日発売[7]、茜新社〈TENMACOMICS LO #149〉、ISBN 978-4-86349-414-5
  - 「そうさ君は素敵な女の子だよ」 （COMIC LO 2013年11月号）
  - 「A VERY VERY VERY FINE HOUSE」 （COMIC LO 2013年2月号）
  - 「明日あたりはきっと春」 （COMIC LO 2007年4月号）
  - 「Cigarettes＆Condom」 （COMIC LO 2014年3月号）
  - 「So much trouble in the world」 （COMIC LO 2010年3月号）
  - 「ダーリン・ミシン」 （COMIC LO 2010年2月号）
  - 「はるがきたから」 （COMIC LO 2010年5月号）
  - 「とおりすぎるなつ」 （COMIC LO 2010年9月号）
  - 「もうあきなのさ」 （COMIC LO 2010年12月号）
  - 「ふゆのさむいよる」 （COMIC LO 2012年1月号）
3. 『淫行をさせる行為』 2017年10月25日発売[8]、茜新社〈TENMACOMICS LO #221〉、ISBN 978-4-86349-666-8
  - 「銭がなけりゃ、きみ」 （COMIC LO 2017年9月号）
  - 「ミルキーは鉄の味」 （COMIC LO 2017年1月号）
  - 「ひとつ下の幼馴染」 （COMIC LO 2017年10月号）
  - 「Mall」 （COMIC LO 2016年3月号）
  - 「Sweet Lovin'」 （COMIC LO 2015年2月号）
  - 「Beast of Burden」 （COMIC LO 2015年3月号）
  - 「First girl I loved」 （COMIC LO 2014年12月号）
  - 「たけのこがり」 （COMIC LO 2009年12月号）
  - 「Happy Go Lucky 前編」 （COMIC LO 2014年4月号）
  - 「Happy Go Lucky 中編」 （COMIC LO 2014年5月号）
  - 「Happy Go Lucky 後編」 （COMIC LO 2014年9月号）

### 書籍未収録作品
- COMIC LO 2017年12月号「チンチンなめたらゲームをもらえると聞いて～年下の幼馴染その後」[9]
- COMIC LO 2018年3月号「その街にはいつもお祭りがあるのさ」[10]
- COMIC LO 2018年12月号「そのおさがり おっぱい見えてますよ」[11]
- COMIC LO 2019年12月号「娘世代と不倫旅行」[12]
- COMIC LO 2020年5月号「オモチカエリ」[13]
- COMIC LO 2021年1月号「妹の友達と遊んでいたら」[14]
- COMIC LO 2022年4月号「妹の友達と遊んでいたら＋妹 前編」[15]

## ゲスト掲載
- 嶺本八美『裏山のひみつ基地』 - 口絵イラスト[16]

## 主な掲載誌
- COMIC LO